# 达马特·马哈茂德·贾拉尔丁帕夏

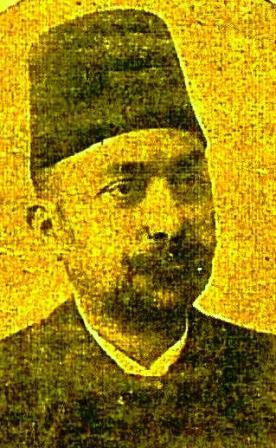
达马特·马哈茂德·贾拉尔丁帕夏

达马特·马哈茂德·贾拉尔丁帕夏（土耳其語：Damat Mahmud Celâleddin Paşa；1853年？月？日—1903年12月17日），是奥斯曼帝国的政治家、作家，曾在帝国驻法国领事馆、帝国司法部任职。后因为参加伊斯坦布尔秘密组织（Skelyeri-Aziz Bey）被解除一切职务，1899年带着家人去往欧洲，此后密切关注帝国的政治动态，并写下他的批评和建议。1903年在布鲁塞尔去世。